# Bennington (Nebraska)
Pour les articles homonymes, voir Bennington.
Bennington est une ville américaine située dans le Comté de Douglas, au Nebraska. Selon le recensement de 2010, sa population est de 1 458 habitants.